# Vélieux
Vélieux (en occitan Velius) est une commune française située dans le sud-ouest du département de l'Hérault, en région Occitanie.
Exposée à un climat méditerranéen, elle est drainée par le Briant, le ruisseau de Rieussec, le ruisseau de Boisset, le ruisseau de Castelpy et par divers autres petits cours d'eau. Incluse dans le parc naturel régional du Haut-Languedoc, la commune possède un patrimoine naturel remarquable : deux sites Natura 2000 (les « causses du Minervois » et le « Minervois ») et trois zones naturelles d'intérêt écologique, faunistique et floristique.
Vélieux est une commune rurale qui compte 102 habitants en 2022, après avoir connu une forte hausse de la population depuis 1968. Ses habitants sont appelés les Vélois et Véloises.

## Géographie

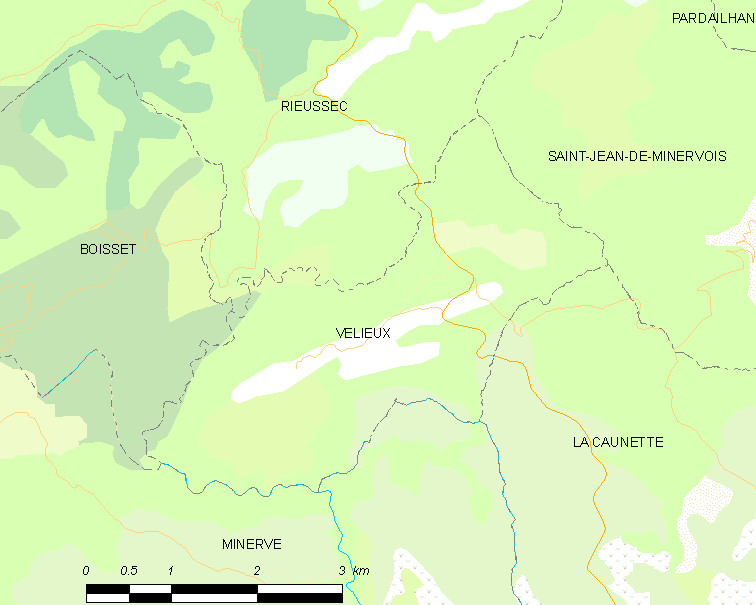
Carte de localisation.

### Communes limitrophes
|         | Rieussec | Saint-Jean-de-Minervois |
| Boisset | Vélieux  | La Caunette             |
|         | Minerve  |                         |

### Climat
Pour des articles plus généraux, voir Climat de l'Occitanie et Climat de l'Hérault.
En 2010, le climat de la commune est de type climat méditerranéen altéré, selon une étude s'appuyant sur une série de données couvrant la période 1971-2000. En 2020, Météo-France publie une typologie des climats de la France métropolitaine dans laquelle la commune est exposée à un climat méditerranéen et est dans la région climatique  Provence, Languedoc-Roussillon, caractérisée par une pluviométrie faible en été, un très bon ensoleillement (2 600 h/an), un été chaud (21,5 °C), un air très sec en été, sec en toutes saisons, des vents forts (fréquence de 40 à 50 % de vents > 5 m/s) et peu de brouillards.
Pour la période 1971-2000, la température annuelle moyenne est de 11,9 °C, avec une amplitude thermique annuelle de 15,3 °C. Le cumul annuel moyen de précipitations est de 1 048 mm, avec 9,4 jours de précipitations en janvier et 4,6 jours en juillet. Pour la période 1991-2020, la température moyenne annuelle observée sur la station météorologique la plus proche, située sur la commune de Saint-Jean-de-Minervois à 8 km à vol d'oiseau, est de 15,1 °C et le cumul annuel moyen de précipitations est de 751,8 mm,. Pour l'avenir, les paramètres climatiques de la commune estimés pour 2050 selon différents scénarios d'émission de gaz à effet de serre sont consultables sur un site dédié publié par Météo-France en novembre 2022.

### Milieux naturels et biodiversité

#### Espaces protégés
La protection réglementaire est le mode d’intervention le plus fort pour préserver des espaces naturels remarquables et leur biodiversité associée,.
Un  espace protégé est présent sur la commune : 
le parc naturel régional du Haut-Languedoc, créé en 1973 et d'une superficie de 307 184 ha, qui s'étend sur 118 communes et deux départements. Implanté de part et d’autre de la ligne de partage des eaux entre Océan Atlantique et mer Méditerranée, ce territoire est un véritable balcon dominant les plaines viticoles du Languedoc et les étendues céréalières du Lauragais,.

#### Réseau Natura 2000

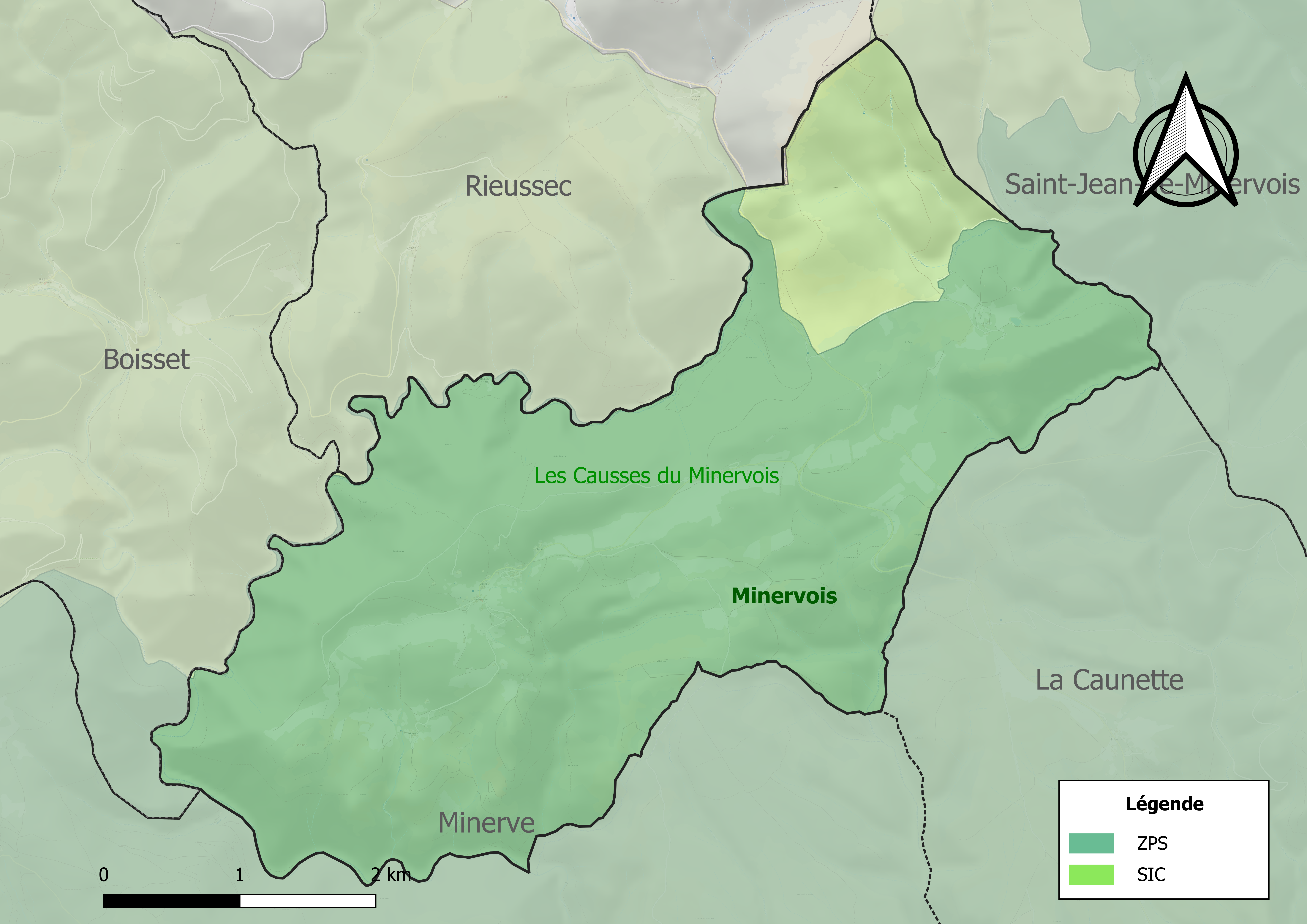
Site Natura 2000 sur le territoire communal.

Le réseau Natura 2000 est un réseau écologique européen de sites naturels d'intérêt écologique élaboré à partir des directives habitats et oiseaux, constitué de zones spéciales de conservation (ZSC) et de zones de protection spéciale (ZPS).
Un site Natura 2000 a été défini sur la commune au titre de la directive habitats :
- « les causses du Minervois », d'une superficie de 21 805 ha, importants pour la conservation des gîtes et zones de chasse des chauves-souris cavernicoles que sont le Rhinolophe euryale, le Minioptère de Schreibers et le Murin de Capaccini[14]

et un au titre de la directive oiseaux : 
- le « Minervois », d'une superficie de 24 820 ha, retenu pour la conservation de rapaces de l'annexe I de la directive oiseaux, en particulier l'Aigle de Bonelli et l'Aigle royal. Mais le Busard cendré, le Circaète Jean-le-Blanc et le Grand-Duc sont également des espèces à enjeu pour ce territoire[15].

#### Zones naturelles d'intérêt écologique, faunistique et floristique
L’inventaire des zones naturelles d'intérêt écologique, faunistique et floristique (ZNIEFF) a pour objectif de réaliser une couverture des zones les plus intéressantes sur le plan écologique, essentiellement dans la perspective d’améliorer la connaissance du patrimoine naturel national et de fournir aux différents décideurs un outil d’aide à la prise en compte de l’environnement dans l’aménagement du territoire.
Une ZNIEFF de type 1 est recensée sur la commune :
les « gorges du Briant » (482 ha), couvrant 3 communes du département et deux ZNIEFF de type 2, : 
- le « Haut Minervois » (21 605 ha), couvrant 26 communes dont cinq dans l'Aude et 21 dans l'Hérault[18] ;
- la « montagne noire centrale » (34 724 ha), couvrant 27 communes du département[19].

Carte des ZNIEFF de type 1 et 2 à Vélieux.
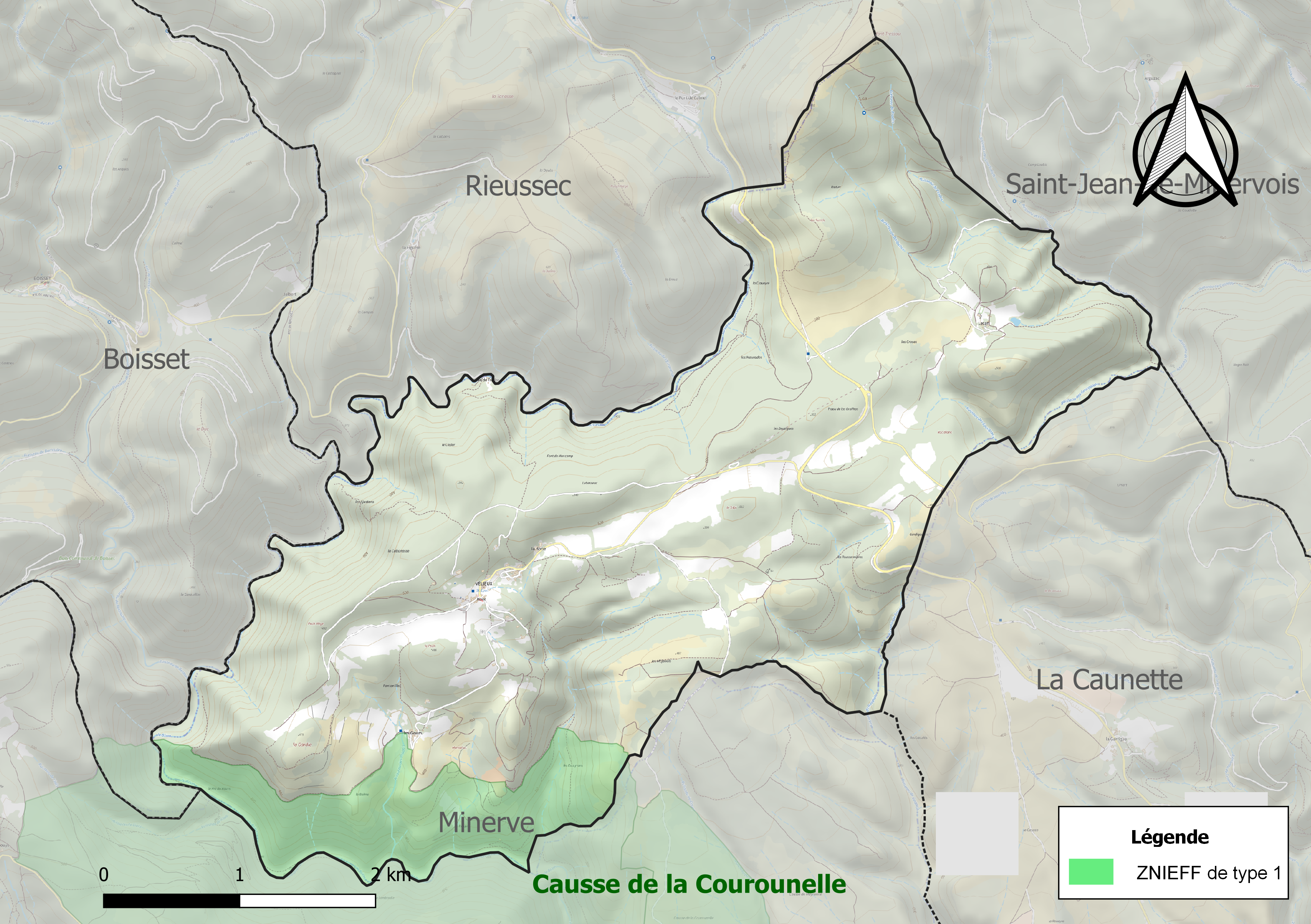
Carte de la ZNIEFF de type 1 sur la commune.
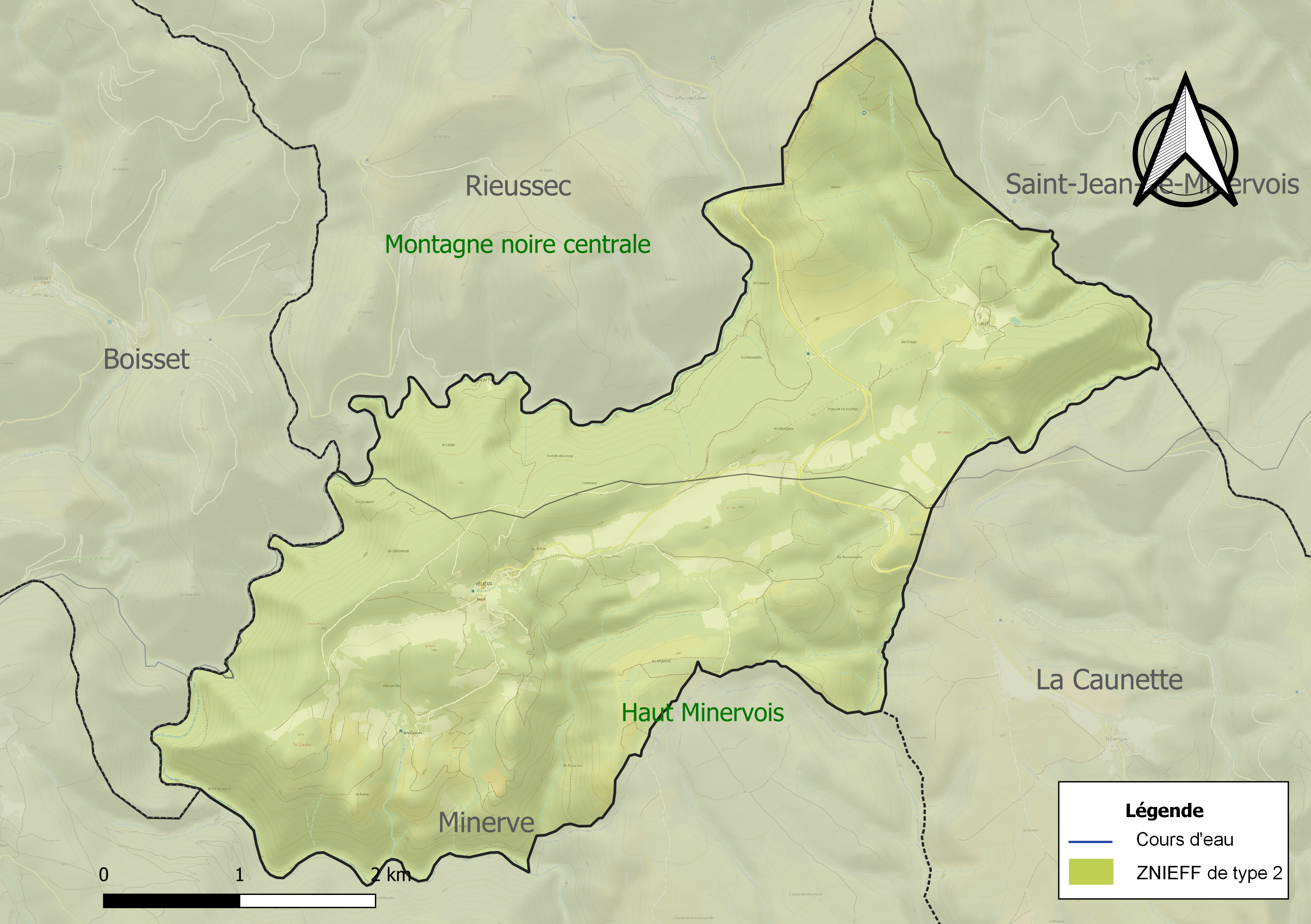
Carte des ZNIEFF de type 2 sur la commune.

## Urbanisme

### Typologie
Au 1er janvier 2024, Vélieux est catégorisée commune rurale à habitat dispersé, selon la nouvelle grille communale de densité à sept niveaux définie par l'Insee en 2022.
Elle est située hors unité urbaine et hors attraction des villes,.

### Occupation des sols
L'occupation des sols de la commune, telle qu'elle ressort de la base de données européenne d’occupation biophysique des sols Corine Land Cover (CLC), est marquée par l'importance des forêts et milieux semi-naturels (89,2 % en 2018), une proportion identique à celle de 1990 (89,2 %). La répartition détaillée en 2018 est la suivante : 
forêts (64,8 %), milieux à végétation arbustive et/ou herbacée (24,4 %), zones agricoles hétérogènes (10,8 %). L'évolution de l’occupation des sols de la commune et de ses infrastructures peut être observée sur les différentes représentations cartographiques du territoire : la carte de Cassini (XVIIIe siècle), la carte d'état-major (1820-1866) et les cartes ou photos aériennes de l'IGN pour la période actuelle (1950 à aujourd'hui).

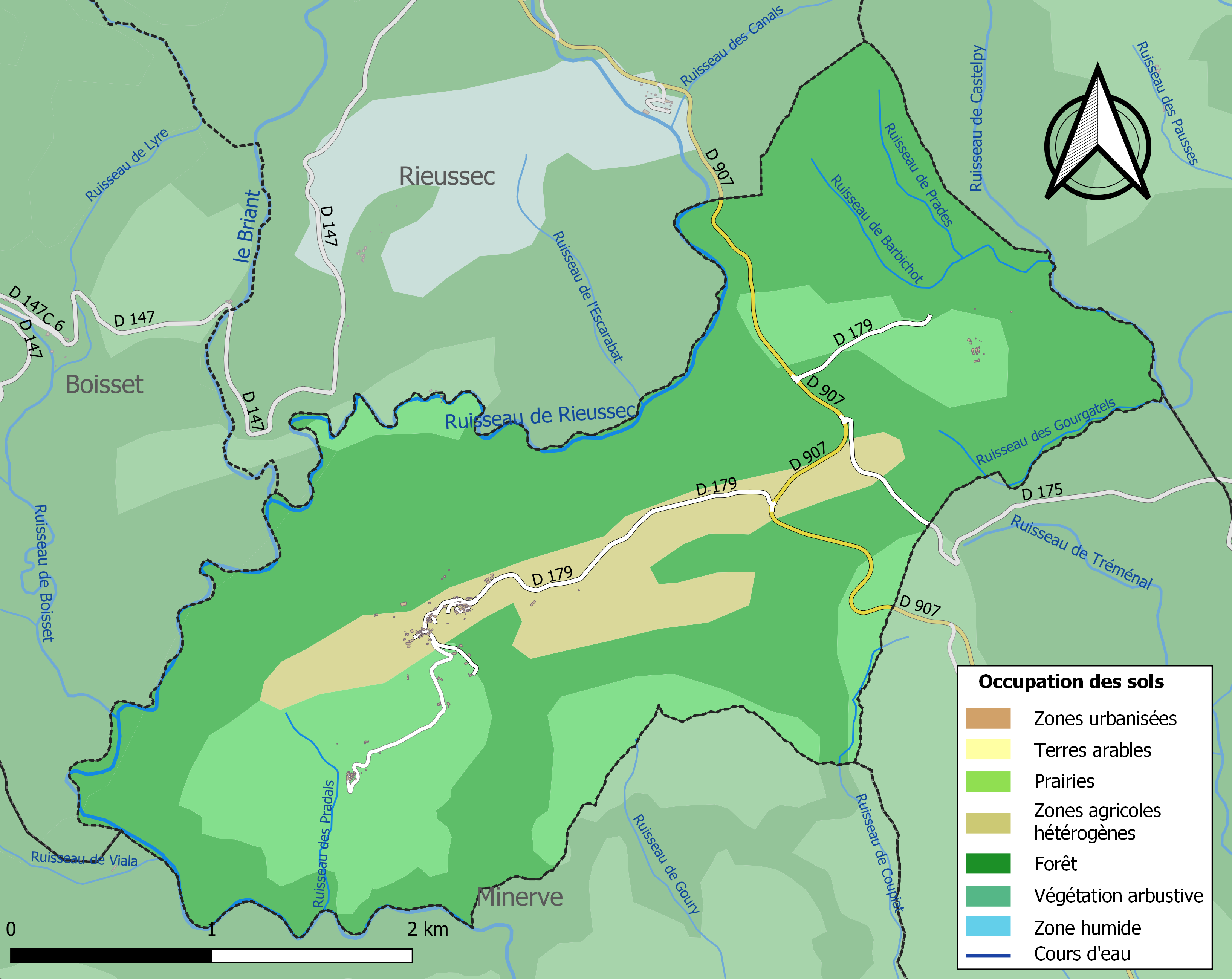
Carte des infrastructures et de l'occupation des sols de la commune en 2018 (CLC).

### Risques majeurs
Le territoire de la commune de Vélieux est vulnérable à différents aléas naturels : météorologiques (tempête, orage, neige, grand froid, canicule ou sécheresse), feux de forêts et séisme (sismicité très faible). Il est également exposé à un risque technologique,  le transport de matières dangereuses. Un site publié par le BRGM permet d'évaluer simplement et rapidement les risques d'un bien localisé soit par son adresse soit par le numéro de sa parcelle.

#### Risques naturels
Vélieux est exposée au risque de feu de forêt. Un plan départemental de protection des forêts contre les incendies (PDPFCI) a été approuvé en juin 2013 et court jusqu'en 2022, où il doit être renouvelé. Les mesures individuelles de prévention contre les incendies sont précisées par deux arrêtés préfectoraux et s’appliquent dans les zones exposées aux incendies de forêt et à moins de 200 mètres de celles-ci. L’arrêté du 25 avril 2002 réglemente l'emploi du feu en interdisant notamment d’apporter du feu, de fumer et de jeter des mégots de cigarette dans les espaces sensibles et sur les voies qui les traversent sous peine de sanctions. L'arrêté du 11 mars 2013 rend le débroussaillement obligatoire, incombant au propriétaire ou ayant droit,.

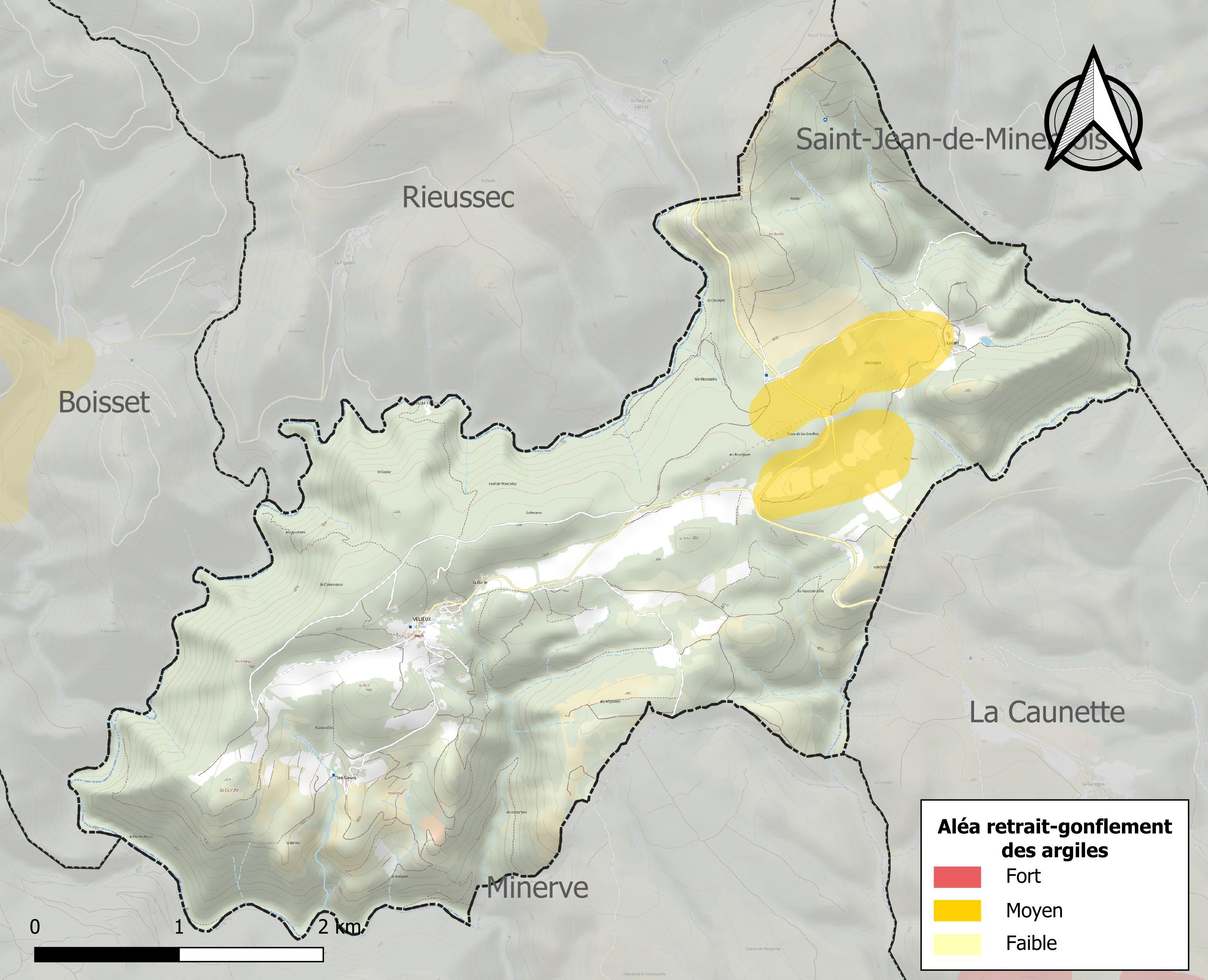
Carte des zones d'aléa retrait-gonflement des sols argileux de Vélieux.

Le retrait-gonflement des sols argileux est susceptible d'engendrer des dommages importants aux bâtiments en cas d’alternance de périodes de sécheresse et de pluie. 6,2 % de la superficie communale est en aléa moyen ou fort (59,3 % au niveau départemental et 48,5 % au niveau national). Sur les 61 bâtiments dénombrés sur la commune en 2019, 0 sont en aléa moyen ou fort, soit 0 %, à comparer aux 85 % au niveau départemental et 54 % au niveau national. Une cartographie de l'exposition du territoire national au retrait gonflement des sols argileux est disponible sur le site du BRGM,.
Par ailleurs, afin de mieux appréhender le risque d’affaissement de terrain, l'inventaire national des cavités souterraines permet de localiser celles situées sur la commune.
La commune a été reconnue en état de catastrophe naturelle au titre des dommages causés par les inondations et coulées de boue survenues en 1982, 1987, 1999, 2011, 2017 et 2018. 

#### Risques technologiques
Le risque de transport de matières dangereuses sur la commune est lié à sa traversée par des infrastructures routières ou ferroviaires importantes ou la présence d'une canalisation de transport d'hydrocarbures. Un accident se produisant sur de telles infrastructures est susceptible d’avoir des effets graves sur les biens, les personnes ou l'environnement, selon la nature du matériau transporté. Des dispositions d’urbanisme peuvent être préconisées en conséquence.

## Histoire

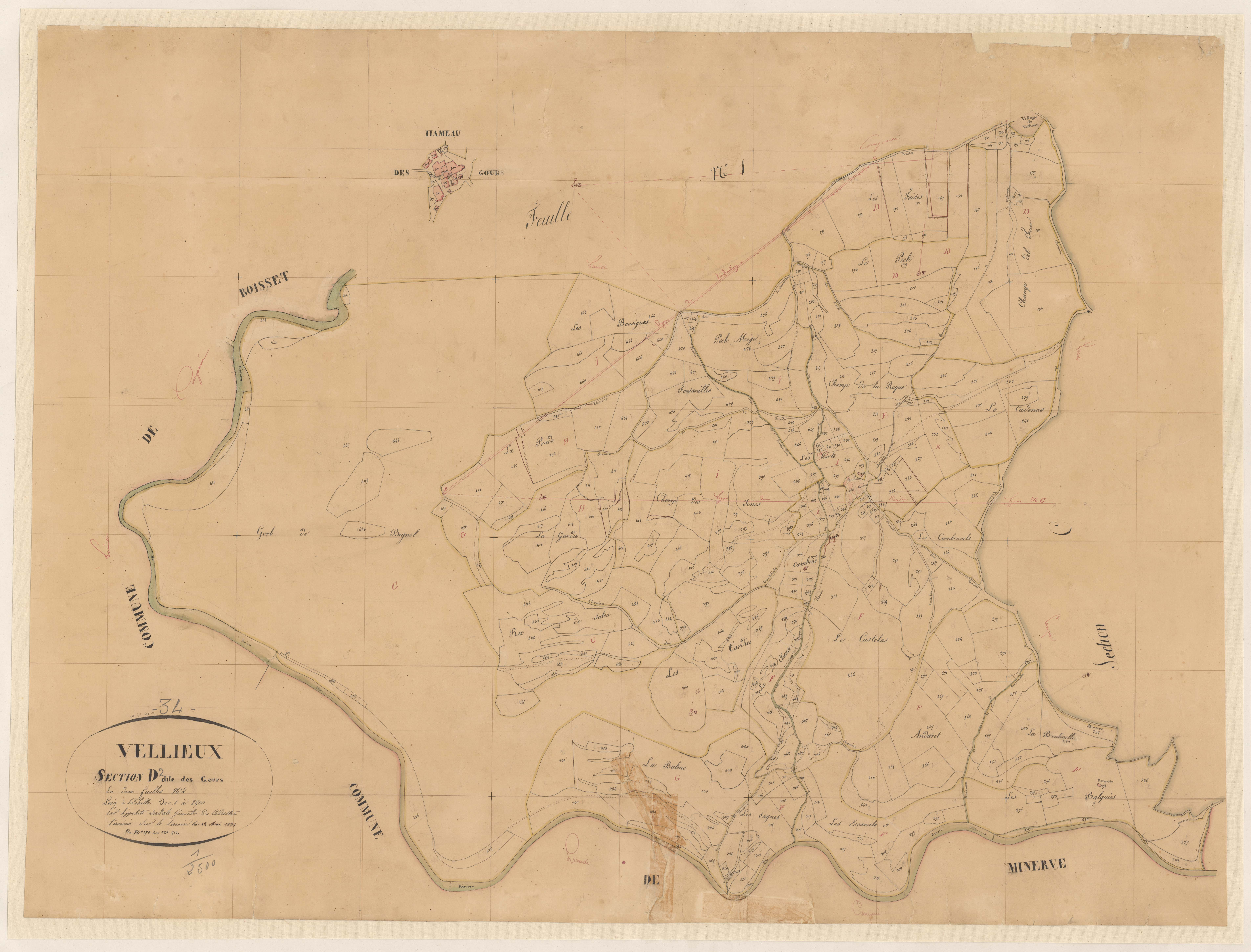
Plan cadastral de la section des Gours (1835).

Vélieux est le lieu de naissance Mgr Jean-Rémi Bessieux, fondateur de l'église catholique au Gabon en 1844.

## Politique et administration
| Période   | Période   | Identité                      | Étiquette | Qualité |
| --------- | --------- | ----------------------------- | --------- | ------- |
| 1947      | 1971      | Ernest Picou                  |           |         |
| 1971      | mars 2001 | Georges Frances               |           |         |
| mars 2001 | mars 2014 | Marie-Françoise Franc-Rouanet |           |         |
| mars 2014 | mars 2020 | Nicolas Viale                 |           |         |
| mars 2020 | En cours  | Marie-Françoise Franc-Rouanet |           |         |

## Démographie
L'évolution du nombre d'habitants est connue à travers les recensements de la population effectués dans la commune depuis 1793. Pour les communes de moins de 10 000 habitants, une enquête de recensement portant sur toute la population est réalisée tous les cinq ans, les populations de référence des années intermédiaires étant quant à elles estimées par interpolation ou extrapolation. Pour la commune, le premier recensement exhaustif entrant dans le cadre du nouveau dispositif a été réalisé en 2004.

En 2022, la commune comptait 102 habitants, en évolution de +22,89 % par rapport à 2016 (Hérault : +7,49 %, France hors Mayotte : +2,11 %).
| 1793 | 1800 | 1806 | 1821 | 1831 | 1836 | 1841 | 1846 | 1851 |
| ---- | ---- | ---- | ---- | ---- | ---- | ---- | ---- | ---- |
| 160  | 160  | 159  | 148  | 153  | 153  | 148  | 170  | 167  |

| 1856 | 1861 | 1866 | 1872 | 1876 | 1881 | 1886 | 1891 | 1896 |
| ---- | ---- | ---- | ---- | ---- | ---- | ---- | ---- | ---- |
| 167  | 157  | 153  | 141  | 138  | 131  | 120  | 124  | 109  |

| 1901 | 1906 | 1911 | 1921 | 1926 | 1931 | 1936 | 1946 | 1954 |
| ---- | ---- | ---- | ---- | ---- | ---- | ---- | ---- | ---- |
| 111  | 111  | 102  | 93   | 85   | 73   | 76   | 73   | 38   |

| 1962 | 1968 | 1975 | 1982 | 1990 | 1999 | 2004 | 2006 | 2009 |
| ---- | ---- | ---- | ---- | ---- | ---- | ---- | ---- | ---- |
| 40   | 37   | 45   | 44   | 34   | 50   | 59   | 65   | 59   |

| 2014 | 2019 | 2022 | - | - | - | - | - | - |
| ---- | ---- | ---- | - | - | - | - | - | - |
| 82   | 91   | 102  | - | - | - | - | - | - |

## Économie

### Emploi
|                | 2008   | 2013   | 2018  |
| -------------- | ------ | ------ | ----- |
| Commune        | 22,5 % | 14,5 % | 8,9 % |
| Département    | 10,1 % | 11,9 % | 12 %  |
| France entière | 8,3 %  | 10 %   | 10 %  |

En 2018, la population âgée de 15 à 64 ans s'élève à 54 personnes, parmi lesquelles on compte 64,3 % d'actifs (55,4 % ayant un emploi et 8,9 % de chômeurs) et 35,7 % d'inactifs,. En  2018, le taux de chômage communal (au sens du recensement) des 15-64 ans est inférieur à celui de la France et du département, alors qu'en 2008 la situation était inverse.
La commune est hors attraction des villes,. Elle compte 21 emplois en 2018, contre 16 en 2013 et 13 en 2008. Le nombre d'actifs ayant un emploi résidant dans la commune est de 30, soit un indicateur de concentration d'emploi de 68,9 % et un taux d'activité parmi les 15 ans ou plus de 50 %.
Sur ces 30 actifs de 15 ans ou plus ayant un emploi, 16 travaillent dans la commune, soit 55 % des habitants. Pour se rendre au travail, 80,6 % des habitants utilisent un véhicule personnel ou de fonction à quatre roues, 6,5 % les transports en commun et 12,9 % n'ont pas besoin de transport (travail au domicile).

### Activités hors agriculture
14 établissements sont implantés  à Vélieux au 31 décembre 2019.
Le secteur des autres activités de services est prépondérant sur la commune puisqu'il représente 50 % du nombre total d'établissements de la commune (7 sur les 14 entreprises implantées  à Vélieux), contre 8,1 % au niveau départemental.

### Agriculture
|               | 1988 | 2000 | 2010 | 2020 |
| ------------- | ---- | ---- | ---- | ---- |
| Exploitations | 6    | 4    | 3    | 2    |
| SAU (ha)      | 107  | 211  | 343  | 148  |

La commune est dans le « Minervois », une petite région agricole occupant une petite partie du sud-ouest du département de l'Hérault. En 2020, l'orientation technico-économique de l'agriculture  sur la commune est l'élevage d'ovins ou de caprins. Deux exploitations agricoles ayant leur siège dans la commune sont dénombrées lors du recensement agricole de 2020 (six en 1988). La superficie agricole utilisée est de 148 ha,,.

## Culture locale et patrimoine

### Personnalités liées à la commune
- Jean-Rémi Bessieux (1803-1876), né à Vélieux, premier évêque du Gabon.

### Héraldique
|  | Les armoiries de Vélieux se blasonnent ainsi : d'azur à trois fleurs de lys d'or. |